# SSX Tricky
SSX Tricky é um jogo de snowboard, o segundo jogo da série SSX publicado pela EA Sports BIG e desenvolvido pela EA Canada. No SSX, os jogadores podem escolher um dos vários personagens variados, participar em corridas ou competições trick, e ganhar recompensas. Os outros jogos que vem em sequência da série são SSX 3, SSX on Tour, SSX Blur, e SSX: Deadly descents. É nomeado após o Run-DMC s '" It's Tricky ", que é caracterizado ao longo do jogo.
Este foi o primeiro jogo da série a ser lançado em diversos consoles, o jogo original que está sendo exclusivo para o PlayStation 2.

## Jogabilidade
A jogabilidade continua o mesmo método básico introduzida no SSX, com as principais pistas sendo "remixada" dos jogos anteriores e duas faixas novas, Garibaldi e Alaska. O novo recurso importante acrescentado à série são os movimentos Uber. Se os jogadores são capazes de preencher sua barra de impulsionar ao máximo, eles serão capazes de executar movimentos Uber que envolvem personagens tendo os pés fora de sua prancha. Se um jogador com êxito faz uma jogada Uber, eles recebem um curto período de tempo para aumentar a infinito, que pode ser coroado pela realização de movimentos mais Uber.
Cada jogador pode realizar cinco movimentos Uber, incluindo uma jogada pessoal, se o personagem estiver usando uma prancha que corresponde ao seu estilo. Se um jogador executa com sucesso seis movimentos Uber, soletrando 'complicado' na barra de impulso, daí terá impulso infinito para o resto do nível.
Também foi introduzida no jogo um sistema de rivalidade no modo de Circuito Mundial. Se o jogador é amigável com outro personagem AI, eles vão tratar o jogador favoravelmente. No entanto, se o jogador acaba irritando outros personagens AI, em geral por atacá-los durante a corrida, a fim de encher a barra de adrenalina, eles vão se tornar hostil a você em eventos futuros.

## Personagens
Seis dos oito snowboarders retornaram (Jurgen e Hiro sofreram ferimentos-temporada fora, como é explicado na seção de DVD, mas o retorno em tempo para SSX 3 )e são unidos por seis novos. Na versão européia do jogo, o Mac é substituído por Marty. Tricky é o único jogo da série até agora que apresenta um elenco de astros, de talento expressando os personagens. Via cheat code, Mix Master Mike também é um personagem jogável no jogo. Ele substitui o ciclista. O jogador escolhe o personagem.

### Personagens antigos
- Mackenzie 'Mac' Fraser
- Elise Riggs
- Zoe Payne
- Kaori Nishidake
- Jean-Paul 'JP' Arsenault
- Moby Jones

### Novos Personagens
- Eddie Wachowski
- Seeiah Owens
- Luther-Dwayne Grady
- Psymon Stark
- Marisol Diez Delgado
- Broderick 'Brodi' Ford
- Marty Stieber (substitui o Mac na versão PAL)

## Trilha sonora
A trilha sonora foi lançada em 2002. Ele apresenta as seguintes músicas:
- 1." It's Tricky (Rec-K Remix) "- Run-DMC
- 2."Smartbomb (Vocal Mix Plump)" - BT
- 3."Finished Symphony" - Hybrid
- 4."Rei dos Beats" - Afrodite
- 5."Burner Board" - Mix Master Mike
- 6."Sobrecarga do sistema (o download) - Hudia Huda
- 7."Push" - Plump DJs
- 8."Song for Dot" - Space Raiders
- 9."Slayboarder" - Mix Master Mike e Rahzel
- 10."Gin and Sin" - John Morgan
- 11." Shake Que Yo Momma Gave You "- Skank
- 12."Peaktime" - Rasmus
- 13."A realidade independente" - The Forth
- 14."Bonecracker" - Shocore
- 15."Leader" - Bif Naked

Mais músicas foram escritas e produzidas para o jogo por John Morgan, Di Rom Prisco, Kaskas Saki e Graeme Coleman.